# Немцишор (Њамц)
Немцишор (рум. Nemțișor) насеље је у Румунији у округу Њамц у општини Ванатори Њамц. Oпштина се налази на надморској висини од 444 m.

## Становништво
Према подацима из 2002. године у насељу је живело 1627 становника, од којих су сви румунске националности.